# STS-116
STS-116 var Discovery 33. rumfærge-mission.
Opsendt 9. december 2006 og vendte tilbage den 22. december 2006. Rumfærgen lagde til ved Den Internationale Rumstation og der blev udført i alt 4 rumvandringer.
I anledning af Christer Fuglesangs hjemvenden blev besætningen på STS-116 inviteret til Danmark. Alle besætningsmedlemmer på nær William Oefelein kom til Danmark og deltog i et offentligt arrangement på Tycho Brahe Planetarium. 

## Besætning
- Mark Polansky (kaptajn)
- William Oefelein (pilot)
- Nicholas Patrick (1. missionsspecialist)
- Robert Curbeam (2. missionsspecialist)
- Christer Fuglesang (3. missionsspecialist) ESA
- Joan Higginbotham (4. missionsspecialist)

### Fra jorden til ISS
- Sunita Williams (ISS Ingeniør)

### Fra ISS retur til jorden
- Thomas Reiter (ISS Ingeniør)